# Wohn- und Wirtschaftsgebäude Bahnhofstraße 2
Das Wohn- und Wirtschaftsgebäude Bahnhofstraße 2 als ehemaliges Pfarrhaus im Zentrum der niedersächsischen Gemeinde Hambergen wurde am Ende des 18. Jahrhunderts gebaut. Aktuell (2025) wird es als Gemeindehaus der Kirche St. Cosmae und Damiani genutzt.
Das Gebäude steht unter Denkmalschutz (siehe auch Liste der Baudenkmale in Hambergen).
.

## Geschichte und Beschreibung
Hambergen wurde als kleines Gut Ambergen im Besitz des Erzbischofs von Bremen erstmals 1056 erwähnt. Seit 1546 ist Hambergen eine eigenständige Kirchengemeinde mit einem eigenen Pfarrer.
Das eingeschossige giebelständige Wohn- und Wirtschaftsgebäude wurde als Vierständer-Hallenhaus in Fachwerk mit Steinausfachungen, mit reetgedecktem Krüppelwalmdach mit langer Schleppgaube, Niedersachsengiebel mit Uhlenloch, Pferdeköpfen und heute verglaster Grooter Door mit Korbbogen wurde 1794 (Inschrift) als Pfarrhaus gebaut. Ein Teil ist massiv in Backstein ersetzt worden. Zur Zeit des Baus musste ein Pfarrer sich noch zusätzlich landwirtschaftlich betätigen. Das Bauwerk wurde später zum Kirchengemeindehaus umgebaut mit heute Pfarrbüro, Gemeindezentrum und Friedhofsverwaltung.
Das Landesdenkmalamt befand u. a.: „… ortsgeschichtlicher, gebäudetypischer und ortsbildprägender Zeugniswert … .“